# Burg Vreden
Die Burg Vreden ist eine abgegangene spätmittelalterliche Burg des Bistums Münster in der Altstadt von Vreden im Kreis Borken in Nordrhein-Westfalen.

## Geschichte
Die Burg wurde 1398 durch den Bischof von Münster errichtet. Ihre im Gebiet der heutigen Altstadt bislang nicht lokalisierte Vorgängeranlage wurde 1324 niedergebrannt und nicht wieder aufgebaut. In den folgenden Jahrhunderten diente die Burg häufig als Pfandobjekt. 1586 wurde die Burg als "ganz schwach" beschrieben und in der Folge während des Spanischen Erbfolgekriegs offensichtlich wieder notdürftig instand gesetzt. 1608 wurde sie als „seit 80 Jahren unbewohnt und verfallen“ beschrieben. 1699 wurde ein barockes Amtshaus an der Stelle der verfallenen fürstbischöflichen Burg errichtet, das heute in erweitertem Zustand als Rathaus der Stadt Vreden dient.

## Beschreibung

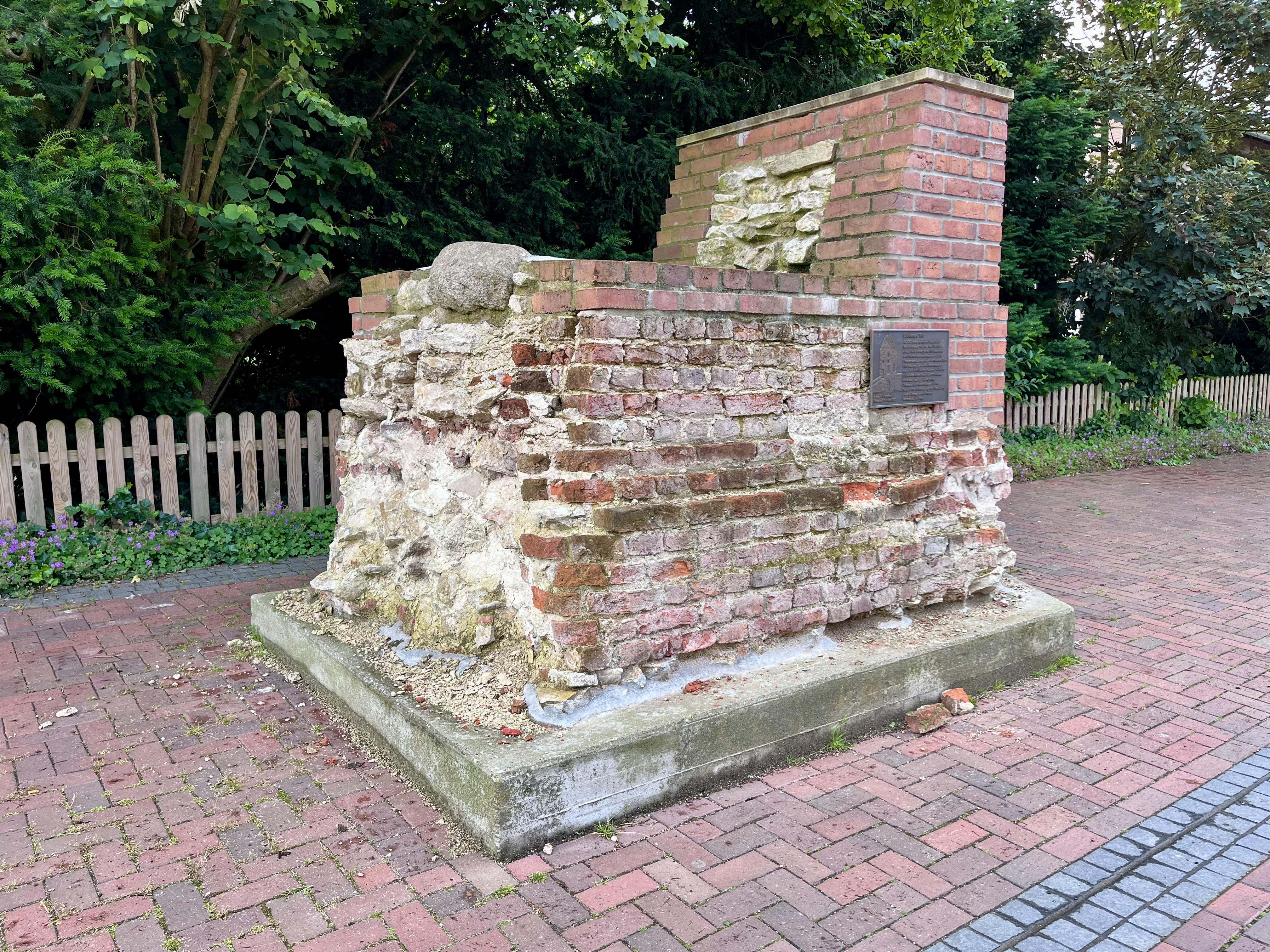
Fundamentfragmente des Burgturms

Durch eine Zeichnung von 1608 und die Baubeobachtung von 1970 lässt sich die Gestalt der Burg größtenteils rekonstruieren. In die Nordostecke der Stadtbefestigung eingebunden, bilden ihre Mauern einen rechteckigen Burgplatz, der auf seiner Nordostseite durch eine Toranlage mit Torturm zugänglich war. Wohl noch in der gleichen Bauphase ist außerhalb eine zweite Befestigungslinie mit einer äußeren Toranlage samt Zugbrücke errichtet worden. Spätere Baustrukturen sind nicht wie die übrige Burganlage aus Backsteinen, sondern in Gussmauerwerk errichtet worden. Im Osten lag am Übergang zur Vorburg eine Toranlage, über der sich laut der Beschreibung der Burg von 1608 das „fürstliche Gemach“ des Bischofs befunden hat. Ein großer Turm, der laut der Zeichnung von 1608 in der Westecke des Burgareals stand, befand sich an der heutigen Alstätter Straße. Bei Grabungsarbeiten wurden Teile des Turmfundaments wiederentdeckt und geborgen.